# Ozineus
Ozineus is een kevergeslacht uit de familie van de boktorren (Cerambycidae). De wetenschappelijke naam van het geslacht werd voor het eerst geldig gepubliceerd in 1863 door Bates.

## Soorten
Ozineus omvat de volgende soorten:
- Ozineus achirae Monné M. A. & Monné M. L., 2012
- Ozineus alienus Melzer, 1932
- Ozineus angulistigma Bates, 1885
- Ozineus annulicornis (White, 1855)
- Ozineus argus Monné M. A. & Monné M. L., 2012
- Ozineus arietinus Bates, 1872
- Ozineus barbiflavus Martins & Monné, 1974
- Ozineus bicristatus Melzer, 1935
- Ozineus caliginosus Monné M. A. & Monné M. L., 2012
- Ozineus cinerascens Bates, 1863
- Ozineus cretatus Monné & Martins, 1976
- Ozineus cribripennis Bates, 1885
- Ozineus dimidiatus Aurivillius, 1922
- Ozineus doctus Bates, 1863
- Ozineus dorsalis Melzer, 1935
- Ozineus elongatus Bates, 1863
- Ozineus griseostigma Monné M. A. & Monné M. L., 2012
- Ozineus guttatus Monné & Martins, 1976
- Ozineus jubapennis Fisher, 1938
- Ozineus lateralis Monné & Martins, 1976
- Ozineus moestus Bates, 1885
- Ozineus mysticus Bates, 1863
- Ozineus nyssodroides Tippmann, 1960
- Ozineus orbiculus Monné & Martins, 1976
- Ozineus spinicornis (Gilmour, 1962)
- Ozineus striatus (Gilmour, 1962)
- Ozineus strigosus Bates, 1863
- Ozineus torquatus Bates, 1881